# Cornate d’Adda
Cornate d’Adda (lombardul: Cornaa) település Olaszországban, Lombardia régióban, Monza e Brianza megyében. Lakosainak száma 10 794 fő (2023. január 1.). Cornate d’Adda Bottanuco, Busnago, Medolago, Mezzago, Paderno d’Adda, Suisio, Sulbiate, Verderio és Trezzo sull’Adda községekkel határos.

## Népesség
A település lakossága az elmúlt években az alábbi módon változott:
| Lakosok száma | 10 666 | 10 729 | 10 715 | 10 794 |
|               | 2013   | 2017   | 2018   | 2023   |